# Bastia
Bastia (Corsicaans: Bastìa; Latijn: Mantinum) is de tweede stad van het Franse eiland Corsica, en hoofdstad van het departement Hoog-Corsica en van het arrondissement Bastia.
De stad telde 47.459 inwoners op 1 januari 2022. De inwoners worden Bastiais genoemd.
Het is een tamelijk grote stad die in twee delen is verdeeld: Terra Vecchia en Terra Nuova, het gebied rond de citadel. In het centrum ligt de Place Saint Nicolas, waar men over zee kan uitkijken. Het toeristische centrum van de stad is de oude haven (Porto Cardo), die nu als jachthaven wordt gebruikt. Eveneens aan de haven is de grootste kerk van het eiland, de St. Jean Baptiste. Vanaf de citadel heeft men een compleet uitzicht over de Toscaanse archipel en kan men Elba zien liggen. In het oude paleis van de Gouverneurs is het etnografisch museum ondergebracht met een uitgebreide collectie cultuur en historie. De stad was de woonplaats van de schrijver Victor Hugo. Bastia is bekend om zijn wijn en likeuren.

## Geschiedenis
De plaats was onder de naam Porto Cardo een kleine vissershaven.
De stad is in de 14e eeuw gesticht door de Genuezen (Republiek Genua). In 1380 liet de Genuese gouverneur Leonello Lomellini er een versterkte burcht, "a bastia", bouwen die uitgroeide tot het centrum van hun militaire en bestuurlijke macht over Corsica. Ze gaf ook haar naam aan de stad. Binnen de citadel werden straten in dambordpatroon aangelegd en werd het paleis van de gouverneurs gebouwd van waaruit Corsica, met enkele korte onderbrekingen, werd geregeerd door de Genuezen tot 1768. Het werd ook de belangrijkste handelshaven van het eiland. In 1661 werd een pier gebouwd in de haven.
Van 1570 tot 1802 was Bastia de zetel van het katholieke bisdom Mariana.
In 1745 werd Bastia gebombardeerd door de Engelse vloot. In de 19e eeuw werd de stad in noordelijke richting uitgebreid rond de Place Saint Nicolas. Ook de haven breidde uit met een nieuw dok en kaaimuren.
Tijdens de Tweede Wereldoorlog werd de stad bezet door de Italianen. De haven was een doelwit voor bombardementen. De stad werd door het verzet bevrijd. Na de oorlog bleef de stad groeien. De haven is de belangrijkste van het eiland.

## Bezienswaardigheden
- Kathedraal Sainte-Marie
- Sint-Johannes-de-Doperkerk
- Musée de Bastia, museum in het voormalige paleis van de gouverneurs
- Oratoria (kapellen)
  - Oratorium van de broederschap van het Heilig Kruis
  - Oratorium van Sint-Rochus
  - Oratorium van de Onbevlekte Ontvangenis

## Geografie
De oppervlakte van Bastia bedroeg op 1 januari 2022 19,38 vierkante kilometer; de bevolkingsdichtheid was toen 2.448,9 inwoners per km².
Bastia ligt aan de voet van het bergmassief Serra di Pignu. Ten noorden van de stad begint het schiereiland Cap Corse.
De onderstaande kaart toont de ligging van Bastia met de belangrijkste infrastructuur en aangrenzende gemeenten.

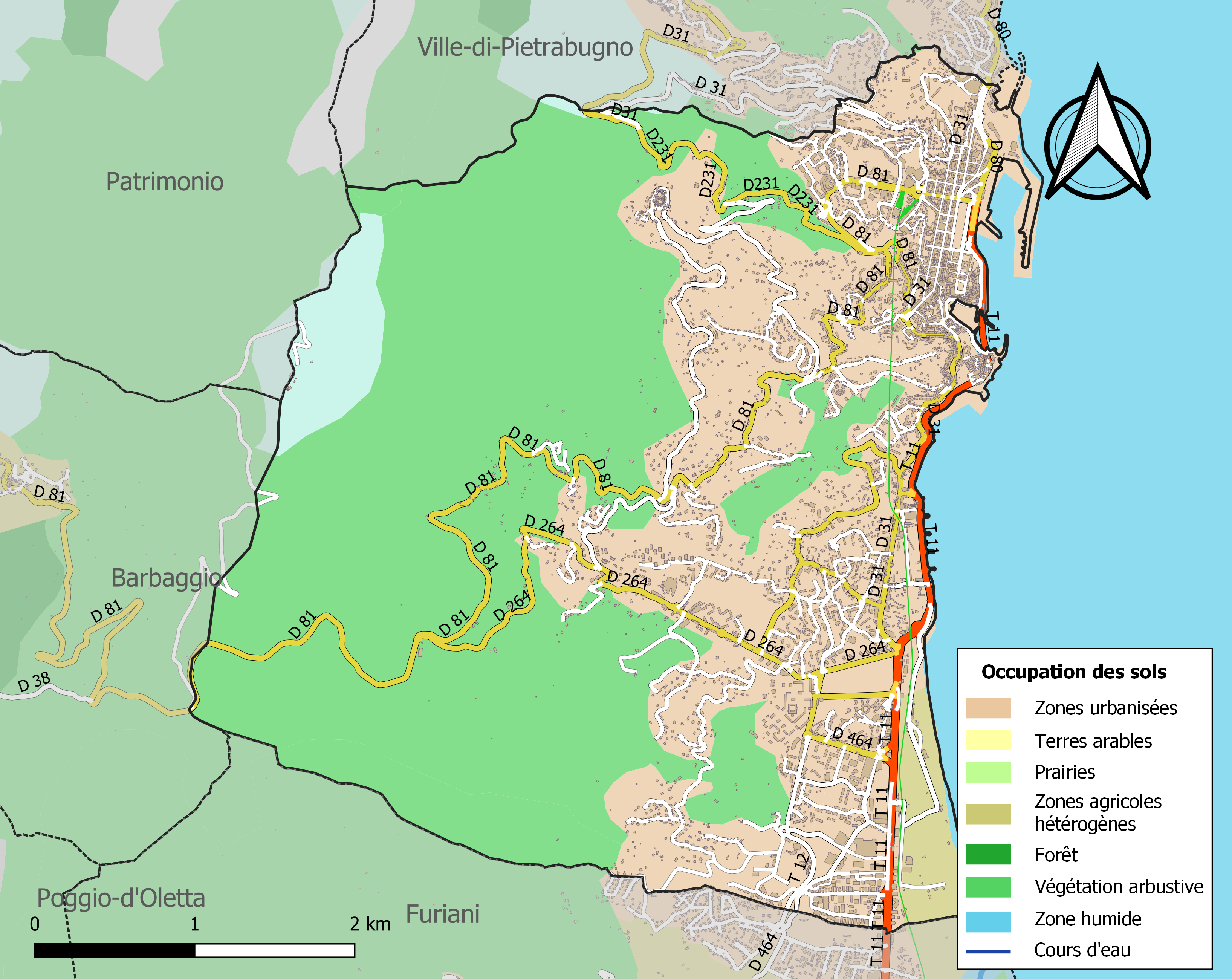

## Sport
SC Bastia is de professionele voetbalclub van Bastia en speelt in het Stade Armand Cesari. De club speelde vele seizoenen in Ligue 1, het hoogste Franse niveau.
Bastia was twee keer etappeplaats in de wielerkoers Ronde van Frankrijk. In 2013 won de Duitser Marcel Kittel er de eerste etappe. Een dag later startte de etappe naar Ajaccio in Bastia.

## Demografie
Het stadsgewest (aire urbaine) Bastia telde in 2015 zo'n 95.500 inwoners. Dit is net geen 30% van de Corsicaanse bevolking. Ajaccio, aan de andere zijde van het eiland, staat in voor nog eens 32%.
Onderstaande figuur toont het verloop van het inwonertal.
Vanwege een beveiligingsprobleem met de MediaWiki Graph-software is het momenteel niet mogelijk deze grafiek weer te geven. Zodra de software is bijgewerkt zal de grafiek vanzelf weer zichtbaar worden.

## Geboren
- François Menichetti (1894-1969), componist, dirigent en mandolinist
- Joseph Pasteur (1921-2011), journalist
- José Pasqualetti (1956), voetballer en voetbaltrainer
- Stéphane Rossi (1964), voetbaltrainer
- Olivier Pantaloni (1966), voetballer en voetbaltrainer
- Bruno Rodriguez (1972), voetballer
- Adil Rami (1985), voetballer
- Gary Coulibaly (1986), voetballer